# W. Ross Adey
William Ross Adey (* 31. Januar 1922 in Adelaide; † 20. Mai 2004 in Redlands, Kalifornien, USA,) war ein australischer Neurowissenschaftler.
Adey studierte Biochemie und Medizin in Melbourne und Adelaide und wurde 1977 zum Professor für Biochemie an der University of California in Riverside berufen. 1965 wurde er in die American Academy of Arts and Sciences gewählt.
Bekannt wurde Adey unter anderem für seine Forschungen über die Auswirkungen von elektromagnetischen Feldern auf die menschliche Biologie und sich daraus ergebenden Schäden. Schwache EM-Felder sollen physiologische Wirkungen haben können, wenn sie bestimmte Parameter erfüllen: das sogenannte Adey-Window.